# Андервуд, Рон
Рональд Брайан «Рон» Андервуд (англ. Ronald Brian "Ron" Underwood; род. 6 ноября 1953, Глендейл) — американский режиссёр кино и телевидения.

## Биография
Рон Андервуд родился в городке Глендейл, Калифорния. В школьные годы жил на Цейлоне (ныне Шри-Ланка). После окончания выпускного класса был приглашён в Западный колледж в Лос-Анджелесе, но спустя некоторое время перевёлся в USC School of Cinema (ныне Школа кинематографических искусств Университета Южной Калифорнии), твёрдо решив стать кинорежиссёром.
По окончании стажировки в Американском институте киноискусства, Андервуд приступил к работе в качестве штатного режиссёра на студии Barr Films, специализирующейся на производстве научно-популярных фильмов.

## Фильмография
| Год  | Фильм                  | Примечания                                                                |
| ---- | ---------------------- | ------------------------------------------------------------------------- |
| 1980 | Deer in the Works      | короткометражный                                                          |
| 1980 | The Reference Section  | короткометражный                                                          |
| 1990 | Дрожь земли            | К фильму было выпущено несколько продолжений и сериал                     |
| 1991 | Городские пижоны       | Номинация на «Золотой глобус» как лучший фильм — комедия/мюзикл 1992 года |
| 1993 | Сердце и души          |                                                                           |
| 1994 | Безмолвие              |                                                                           |
| 1998 | Могучий Джо Янг        | Ремейк одноимённого фильма 1949 года                                      |
| 2002 | Приключения Плуто Нэша | Номинация на премию «Золотая малина» за худшую режиссуру                  |
| 2003 | Похищение Синатры      |                                                                           |
| 2005 | Микс                   |                                                                           |

| Год  | Фильм                      | Примечания                                                            |
| ---- | -------------------------- | --------------------------------------------------------------------- |
| 1986 | ABC Weekend Specials       | Эпизоды The Mouse and the Motorcycle и Runaway Ralph                  |
| 2003 | Детектив Монк              | Эпизоды Mr. Monk Goes to the Theater и Mr. Monk Goes to Mexico        |
| 2004 | Back When We Were Grownups | ТВ-фильм                                                              |
| 2004 | Юристы Бостона             | Эпизоды Change of Course и The Ass Fat Jungle                         |
| 2006 | Малыш Санта                | ТВ-фильм                                                              |
| 2006 | Год без Санты              | Игровой фильм-ремейк, ТВ-фильм                                        |
| 2007 | Holiday in Handcuffs       | ТВ-фильм                                                              |
| 2007 | Жнец                       | Эпизоды Тёмная сторона иллюзий, Сексуальный монгол и Жнец моего брата |
| 2008 | Втайне от родителей        | Эпизоды Falling in Love, What Have You Done to Me? и I Feel Sick      |
| 2008 | Дурнушка                   | Эпизоды Ugly Berry и Zero Worship                                     |
| 2008 | Элай Стоун                 | Эпизоды Owner of a Lonely Heart и One More Try                        |
| 2009 | Добиться или сломаться     | Эпизод Where’s Kaylie?                                                |
| 2009 | До смерти красива          | Эпизоды The 'F' Word и Dead Model Walking                             |
| 2009 | Малыш Санта 2              | ТВ-фильм                                                              |
| 2010 | Герои                      | Эпизод Chapter Twelve: 'Upon This Rock'                               |
| 2010 | Касл                       | Эпизод «Еда, ради которой стоит умереть»                              |
| 2010 | Счастливый город           | Эпизод Questions and Antlers                                          |
| 2010 | Необыкновенная семейка     | Эпизод No Ordinary Vigilante                                          |
| 2010 | Адские кошки               | Эпизоды Worried Baby Blues и Finish What We Started                   |
| 2011 | ХАОС                       | Эпизоды Song of the North, Love and Rockets и Mincemeat               |
| 2011 | Необходимая жестокость     | Эпизод Anchor Management                                              |
| 2011 | Касл                       | Эпизод Еда, ради которой стоит умереть                                |
| 2011 | Закон Хэрри                | Эпизоды Американская девчонка и Вся правда                            |
| 2011 | Deck the Halls             | ТВ-фильм                                                              |
| 2012 | Анатомия страсти           | Эпизоды Внезапно и Девушка без имени                                  |
| 2012 | Чёрная метка               | Эпизод Средства и финалы                                              |
| 2012 | Отчаянные домохозяйки      | Эпизод Что хорошего в том, чтобы быть правильным                      |
| 2012 | Скандал                    | Эпизод Сезон охоты                                                    |
| 2012 | Однажды в сказке           | Эпизоды Пойман с поличным и Погружение                                |
| 2012 | Болота                     | Эпизоды Продуктовая война                                             |
| 2013 | Касл                       | Эпизод Напуганный до смерти                                           |
| 2013 | Однажды в сказке           | Эпизоды Потерянная девочка и Новая Волшебная Страна                   |
| 2013 | Болота                     | Эпизоды Цыгане, бродяги и воры и Быстрый бросок                       |
| 2013 | Скандал                    | Эпизод Змея в саду                                                    |
| 2014 | Анатомия страсти           | Эпизоды То, что мы сказали сегодня и Спрячь свою любовь подальше      |
| 2014 | Нэшвилл (телесериал)       | Эпизод We’ve Got Things To Do                                         |
| 2014 | Воскрешение                | Эпизоды Мы против всего мира и Многократный                           |
| 2014 | Однажды в сказке           | Эпизоды Снежный занос и Временная слепота                             |
| 2014 | Агенты «Щ.И.Т.»            | Эпизод Дом с трещиной                                                 |
| 2015 | Анатомия страсти           | Эпизод Всё, что я могла сделать — это плакать                         |
| 2015 | Однажды в сказке           | Эпизоды Наилучшие планы, Мама и Тёмная Свон                           |
| 2015 | Агенты «Щ.И.Т.»            | Эпизод Демоны, которых ты знаешь                                      |
| 2015 | Нэшвилл (телесериал)       | Эпизод Unguarded Moments                                              |
| 2016 | Однажды в сказке           | Эпизоды Феникс, Горький осадок и Был бы ты здесь                      |
| 2016 | Агенты «Щ.И.Т.»            | Эпизод На круги своя                                                  |
| 2016 | Куантико                   | Эпизод Выезжай                                                        |
| 2016 | Разгар лета                | Эпизод Barney Rubble Eyes                                             |
| 2016 | Безмозглые                 | Эпизод Taking on Water: How Leaks in D.C. Are Discovered and Patched  |
| 2016 | Гавайи 5.0                 | Эпизод Дом ужасов                                                     |
| 2016 | Завтра не наступит         | Эпизод No Regrets                                                     |
| 2025 | Ватсон                     | Эпизод Patient Question Mark                                          |

## Награды и номинации
- 1986 — премия Пибоди, коллективная премия за эпизод «The Mouse and the Motorcycle»[1].
- 1987 — номинация на дневную премию «Эмми» за режиссуру в эпизоде «Runaway Ralph».
- 1994 — номинация на премию Сатурн как лучшего режиссера за фильм «Сердце и души»[2].
- 2003 — номинация на Золотую малину как худшего режиссера за фильм «Приключения Плуто Нэша».
- 2007 — номинация на премию Гильдии режиссёров Америки как лучшего режиссёра детской телепрограммы за фильм «Год без Санты».